# 最後流亡
《最後流亡》（LAST EXILE），為日本動畫製作公司GONZO十週年紀念作品，2003年4月7日至同年9月29日由東京電視台播放。全26集。

## 概要
- 本作品為2D動畫融合高畫質3DCG而造成話題，並擁有眾多支持者。另一特色為動畫中使用的是羅馬數字而非阿拉伯數字；每集標題雖為英文，使用的卻是希臘字母，在劇中不少內容還可看到希臘文的蹤跡。
- 2007年11月21日開始販售DVD-BOX，2011年開始販售Blu-ray-BOX及再次販售DVD-BOX。
- 2011年2月10日官方公布新作《最後流亡-銀翼的飛夢-》製作決定的消息。

## 故事簡介
背景為安那托勒與度西斯兩國進行戰爭、並有超高技術組織基爾特公會負責兩國間調停的世界「普雷斯提爾」（Prestale）。
住在安那托勒邊境城鎮諾齊亞的一對青梅竹馬克勞士與拉薇，駕駛著父親們所遺留的「先鋒艇」（一種小型的飛行艇）進行空中運送的工作，並夢想著有一天能穿越連優秀的父親們都無法突破的大風暴區（Grand Stream）。
故事就從有一天，他們接受了一項送信到戰爭最前線「米納紀斯」的任務展開。

## 登場人物

### 安那托勒（Anatoray）
克勞士·沃卡（Claus Valca，配音員：淺野麻由美）
本作品的主角。諾齊亞先鋒艇組織的成員，擁有不輸大人的飛行記錄。因擅長英麥曼迴旋（Immelmann turn）與剪式跳躍而被迪奧稱做英麥曼。
每天一邊工作一邊夢想著總有一天要穿越父親們無法突破的大風暴區，卻在將艾兒交付給銀之戰艦後被捲入世界的大洪流中。
拉薇·海德（Lavie Head，配音員：齋藤千和）
克勞士的青梅竹馬兼導航員，因兩人的父親們為駕駛員與導航員的關係，兩人也就自然而然地成為拍檔。和克勞士一樣夢想著能超越大風暴區，但當克勞士在銀之戰艦出擊後便退出導航員轉而成為技師。
亞力克斯·羅威（Alex Row，配音員：森川智之）
無敵銀之戰艦的艦長，軍階為上校。過去曾為了遞送安那托勒與度西斯間的和平書簡，和克勞士與拉薇兩人的父親穿越大風暴區失敗，同時也失去未婚妻尤莉斯。
人物造型與青之6號的速水鐵有許多共通點。
蘇菲亞·佛瑞斯特（Sophia Forrester，配音員：山崎和佳奈）
銀之戰艦的副艦長並為安那托勒皇帝之女，軍階為中校，相貌與尤莉斯相似。為了某目的潛入銀之戰艦，卻對艦長一見鍾情而一直擔任副官。
塔琪安娜·魏斯洛（Tatiana Wisla，配音員：喜多村英梨）
銀之戰艦所屬先鋒艇隊的隊長，軍階為中尉，操控的機體為紅色。出身於沒落貴族，與蘇菲亞從軍校時代開始就已認識，從軍校休學後經蘇菲亞介紹而進入銀之戰艦。
艾莉絲蒂亞·艾格紐（Alister Agrew，配音員：桑谷夏子）
塔琪安娜的導航員，軍階為少尉。和塔琪安娜為軍校時代的朋友，當塔琪安娜休學時也自動退學並和她一起加入銀之戰艦。
戈德溫（Godwin，配音員：石塚運昇）
銀之戰艦的維修隊長，軍階為准尉，是個面惡心善易感動的大塊頭。
莫藍·謝蘭度（Mullin Shetland，配音員：三木真一郎）
原為安那托勒麥德賽艦隊的槍兵，因某些因素而成為銀之戰艦的維修師。是個會為拉薇和塔琪安娜挺身而出的多情男。
文森特·阿爾錫（Vincent Alzey，配音員：鄉田穗積）
烏爾班號的艦長、安那托勒禁衛軍上校，與亞力克斯從軍校時代即為朋友，喜愛咖啡。暗中想念著蘇菲亞。
大衛·麥德賽（David Mad-Thane，配音員：秋元羊介）
諾齊亞侯爵也是駐留艦隊（通稱麥德賽艦隊）的司令官，軍階為中將。
荷莉·麥德賽（Holly Mad-Thane，配音員：花澤香菜）
麥德賽中將的獨生女，喜愛自然及花朵，擅於烤蛋糕及演奏大鍵琴。心繫在前線的父親。

### 基爾特公會（Guild）
※ 或譯為「奇魯德工會」。
艾兒薇絲·漢彌爾敦（Alvis Hamilton，配音員：白木杏奈）
基爾特四大家族之一 - 漢彌爾敦家的女孩，暱稱艾兒。以基爾特四大家族各自流傳的謎詩再加上她本身的活體關鍵即可啟動流亡號。
迪奧·艾拉克萊（Deeo Eraclea，配音員：野田順子）
戴芬妮總帥之弟，生於基爾特四大家族之一的艾拉克萊家。
本身駕駛能力出眾，在與魯修拉的西洋棋局中見識到克勞士的天才操縱技術，因而產生濃厚的興趣，並稱克勞士為英麥曼，曾為了和克勞士一較高下而特意跑去參加地平洞窟舉辦的先鋒艇八小時飛行耐力賽。
個性較放蕩不羈，一直想逃離戴芬妮的視線，後來以找英麥曼為理由與魯修拉一同登上銀之戰艦。
魯修拉（Lucciola，配音員：半場友惠）
被迪奧視為朋友。擅長格鬥。
戴芬妮·艾拉克萊（Delphine Eraclea，配音員：根谷美智子）
因除掉包含雙親在內的四大家族而晉升為總帥（Maestro）的獨裁者，一切任性而為。
希卡達（Cicada，配音員：卷島直樹）
戴芬妮的親信、魯修拉的兄長。

### 度西斯（Disith）
多妮雅·薛爾（Dunya Scheer，配音員：須藤祐實）
度西斯的新兵，因弟妹眾多而志願成為可優先獲得食物的軍人。

## 登場船舶
先鋒艇（Vanship）
安那托勒的小型雙人座飛行艇，前座為飛行員；後座的導航員則負責飛行技術、周邊警戒、填裝彈藥等。在空中運輸方面相當活躍，也有投入軍用方面。讓克勞迪亞（claudia）在克勞迪亞管中高速循環產生浮力來飛行，因此不需仰賴基爾特公會的飛行單位，也意味著自由的象徵。嚴格說來是違反了基爾特的協定，但因規模小而被默許。然而如此一來的先鋒艇駕駛都很粗暴，普遍被認為是一群無法無天之徒；當事者們也頗有自知之明，更為此感到自豪。有許多人認為先鋒艇一大據點的諾齊亞其街道相當危險。
在各地都有舉辦先鋒艇競賽，從非正式到有獎金、以及講求團隊默契的持久賽等規模各式各樣。
軍務上在過去頂多為聯絡機用途，且結合對先鋒艇的負面印象，軍方內部也對先鋒艇駕駛帶有歧視。
最早將先鋒艇用於戰術上的即為亞力克斯，指揮塔琪安娜與艾莉斯優秀的先鋒艇駕駛進行強行偵察、魚雷攻擊來有效打擊度西斯艦隊。有了這個先例，蘇菲亞在與戴芬妮對戰時所制定的戰術便以先鋒艇為中心，嚴重打擊基爾特艦隊。
銀之戰艦（Silverna）
戴芬妮發動政變、從鎮壓中逃亡出來的漢彌爾敦、巴席安努、達格貝家餘黨所乘坐的船舶，安那托勒用其飛行單位極為機密建造的船隻。除了飛行單位外，還有從基爾特逃脫的人們帶來的各種技術，可以想見是對基爾特帶有反抗意志的安那托勒皇帝用來當作心腹而建造的。從裝甲、艦砲開始各式裝備都違反了基爾特工會的協定，因此能與基爾特戰艦對等戰鬥。在外觀上，船身較安那托勒標準型戰艦要來的小許多、基本色調為黑是其特徵。雖然也可做為先鋒艇的母艦，但比起安那托勒標準型戰艦所能搭載的數量似乎也較少。
另一還可做為特色的即船上所裝備的多連裝徹甲噴進彈。在設定方面似乎很混亂，第八集初次登場時是像迴轉砲一樣發射；在與烏爾班號和基爾特對戰時是從多發射出口發射並搭載推進力的小型彈頭。另外小說版描寫成「會從尾部噴火的巨大砲彈」（動畫版的多連裝徹甲噴進彈看起來為多發的小型砲彈），反而會被烏爾班號級的魚雷都當成近身武器攔截。動畫中與烏爾班號對戰時機關全開和多連裝徹甲噴進彈的發射讓人混亂，顯得演出與作畫的不自然。根據村濱章司部落格上的記載，負責企畫和文藝的鈴木貴昭在設定上相當細微複雜，其設定連導演也無法完全掌握，多連裝徹甲噴進彈會如此混亂才會被做聯想。
流亡號（EXILE）
上古人類從荒廢的世界（推測為地球）移民到普雷斯提歐之際所用的移民船。起降用的氣閘雖在度西斯的湖底，第一次移民作戰後就一直停泊在安那托勒與度西斯之間，在回歸原來世界的準備完成前長時間處於待機狀態，而當時使用暴風所建構的防護壁即為大風暴區。基爾特工會隱瞞此事實並予以傳說化，再獨佔過去人們的科技做為支配普雷斯提爾的基礎。
艾兒薇絲為再次啟動流亡號的活體關鍵，其誕生即意味著發動回歸原來世界的作戰時機已屆成熟。而要啟動艾兒薇絲做為關鍵，所需的密碼即為流傳在基爾特四大家族的謎詩。補足艾兒薇絲誕生的戴芬妮，小心翼翼地不讓支配普雷斯提爾的「流亡號」離開自己身邊，並企圖將艾兒薇絲與四首謎詩佔為己有。以上可說是《最後流亡》故事的開端。
待機模式的流亡號在船身覆有堅硬的裝甲，會將靠近物體全以觸手攻擊。其威力大到足以一擊摧毀烏爾班號級戰艦與基爾特戰艦。

## 專有名詞
戴芬妮政變事件
原本基爾特公會是由艾拉克萊、達格貝、巴席安努、漢彌爾敦四大家族組織合議制經營。然而，年紀輕輕即成為艾拉克萊當家的戴芬妮·艾拉克萊卻是個沒有基爾特禁欲精神的異端份子。戴芬妮企圖壓制基爾特，於是調動自己的親衛隊將達格貝、巴席安努、漢彌爾敦的當家趕出基爾特，掌握了基爾特大權。此後的戴芬妮又對普雷斯提爾的管理不感興趣，使得世界變得更加混亂。
氣象控制裝置故障
控制著普雷斯提爾氣象的裝置發生異常，使得度西斯異常寒冷化與安那托勒異常暖化。之後於基爾特大權在握的戴芬妮卻因無意管理普雷斯提爾就沒有進行修復的工作，使得氣候異常益發嚴重。特別是度西斯的寒冷化已嚴重到讓他們打算移民到安那托勒。
基爾特組件
是驅動克勞地亞礦石而能讓大型船艦空浮的組件，由基爾特公會提供給各國，又稱克勞地亞組件(Claudia Unit)，搭載於大型的船艦上，操作者必須是基爾特人。
最初的國際戰爭之中，基爾特公會可以以召回組件來懲罰制裁耍手段犯規的一方。
後來在與基爾特的戰爭期間，戴芬妮常以召回組件來大傷反抗的艦隊，所以最後在大風暴區的大反擊，一開始就是要先解決掉艦內空浮組件旁的基爾特人。
銀之戰艦與烏爾班號的空浮組件是由逃出戴芬妮叛變的基爾特人於安納托勒所製造，在基爾特方並沒有登記，也就是操作者不必理會來自基爾特的召回命令。
關鍵謎詩
分別流傳於艾拉克萊、達格貝、巴席安努、漢彌爾敦四大家族用以啟動EXILE的關鍵，分別為：
- 艾拉克萊家族

問：「存在於天空彼岸的是」對「指引迷路的孩子回到母親手中的東西，EXILE」。
- 達格貝家族

問：「把大地染成金色的波浪」對「撫育生命的氣息，麥之大地」。
- 巴席安努家族

問：「天使的降落之路」對「天空的颶風之路，偉大風暴」。
- 漢彌爾敦家族

問：「存在於記憶彼方的是」對「一切誕生與回歸之地，藍色之星」。

## 工作人員
- 企劃：佐佐木史朗、村濱章司
- 導演：千明孝一
- 角色原案：村田蓮爾
- 動畫人物設計：堀內修、村尾稔、田中雄一
- 製作人：前田真宏、小林誠
- 腳本：千明孝一、富岡淳廣、神山修一、山下友弘
- 音樂：Dolce Triade
- 動畫製作：GONZO DIGIMATION
- 製作：Victor Entertainment、G.D.H.

## 主題曲
片頭曲「Cloud Age Symphony」
作詞・作曲・編曲：沖野俊太郎，歌：OKINO,SHUNTARO
片尾曲「Over The Sky」
作詞・作曲・編曲：黒石ひとみ，唄 - Hitomi
插曲「Prayer for Love」（第10話、第17話）
作詞・作曲・編曲：黒石ひとみ，歌：Hitomi
插曲「skywriting」（第14話）
作詞：Damian Broomhead，作曲・編曲：沖野俊太郎，歌：OKINO,SHUNTARO
插曲「I can see a heart」（第16話）
作詞：Damian Broomhead，作曲・編曲：沖野俊太郎，歌：OKINO,SHUNTARO
插曲「Rays of hope」（第21話）
作詞・作曲・編曲：黒石ひとみ，歌：Hitomi

## 各集標題
| 話数   | 原文標題          | 中文標題           | 脚本              | 分鏡                       | 演出              | 作畫監督                                |
| ------ | ----------------- | ------------------ | ----------------- | -------------------------- | ----------------- | --------------------------------------- |
| 第1話  | First move        | 第一步             | 千明孝一          | 佐山聖子 千明孝一          | 千葉大輔          | しんごーやすし                          |
| 第2話  | Luft Vanship      | 空中先鋒艇         | 千明孝一          | 前田真宏                   | 磨積良亜澄        | ムラオミノル                            |
| 第3話  | Transpose         | 切換點             | 神山修一          | 関野昌弘                   | 土屋浩幸          | 田中雄一、戸倉紀元                      |
| 第4話  | Zugzwang          | 緊急狀況           | 山下友弘          | 六南匁次                   | 千葉大輔          | 堀内修                                  |
| 第5話  | Positional play   | 步步逼近           | 富岡淳廣          | 米谷良知                   | 吉田徹            | 谷口守泰、中本尚子 佐野惠理、植田二三子 |
| 第6話  | Arbiter attack    | 審判者的攻擊       | 富岡淳廣          | 加瀬充子                   | 遠藤広隆          | 恩田尚之                                |
| 第7話  | Interesting Claus | 引人入勝的克勞士   | 神山修一          | 坂田純一                   | 西村大樹          | 戸倉紀元、藤川太                        |
| 第8話  | Takeback          | 起手有回真小人     | 山下友弘          | 大久保富彦                 | 渡辺純央          | ムラオミノル                            |
| 第9話  | Calculate Alex    | 精打細算的亞力克斯 | 富岡淳廣          | 千明孝一                   | 浦田保則          | 祝浩司、細越裕治                        |
| 第10話 | Swindle           | 設陷詐騙           | 富岡淳廣          | 大橋誉志光                 | 青木新一郎        | 小林冬至生、神本兼利                    |
| 第11話 | Develop           | 各就各位           | 神山修一          | 笹島啓一                   | 秋山勝仁          | 岡崎洋美、清水貴子                      |
| 第12話 | Discovered attack | 隱藏式攻擊         | 富岡淳廣 鈴木貴昭 | 吉田徹                     | 吉田徹            | 谷口守泰、中本尚子 佐野惠理、植田二三子 |
| 第13話 | Isolated pawn     | 孤立的小兵         | 千明孝一          | 小倉陳利                   | 遠藤広隆          | 安彦英二                                |
| 第14話 | Etude Lavie       | 拉薇練習曲         | 山下友弘          | 大久保富彦                 | 則座誠            | 堀内修                                  |
| 第15話 | Fairy chess       | 出人意表           | 富岡淳廣          | 大橋誉志光                 | 磨積良亜澄        | 戸倉紀元                                |
| 第16話 | Breakthrough      | 突破作戰           | 神山修一          | 越智博之                   | 越智博之          | 原修一                                  |
| 第17話 | Making material   | 備齊材料           | 富岡淳廣          | 吉田徹                     | 吉田徹            | 谷口守泰、中本尚子 佐野惠理、植田二三子 |
| 第18話 | Promotion Sophia  | 蘇菲亞升級         | 富岡淳廣          | 千明孝一 前田真宏          | 土屋浩幸          | しんごーやすし、久嶋浩徳 小林冬至生     |
| 第19話 | Sicilian Defence  | 西西里式防禦       | 山下友弘          | 若林漢二                   | 若林漢二          | 中井準                                  |
| 第20話 | Grand Stream      | 偉大風暴           | 神山修一          | 大橋誉志光                 | 浦田保則          | ムラオミノル                            |
| 第21話 | Rook Dio          | 城堡迪奧           | 神山修一          | 小倉陳利 吉田徹            | 浦田保則 吉田徹   | 奥野浩行、角石亜蘭                      |
| 第22話 | Queen Delphine    | 戴芬妮女王         | 富岡淳廣          | 秋山勝仁                   | 秋山勝仁 岩田義彦 | 岡崎洋美、清水貴子                      |
| 第23話 | Castling Lucciola | 騎士魯修拉         | 千明孝一          | 千明孝一                   | 磨積良亜澄        | 久嶋浩徳、奥野浩行                      |
| 第24話 | Sealed move       | 封印行動           | 山下友弘          | 松尾慎                     | 松尾慎            | 谷口守泰、中本尚子 さのえり、植田二三子 |
| 第25話 | Quiet move        | 安靜的一步         | 富岡淳廣          | あおきえい                 | あおきえい        | 恩田尚之、堀内博之                      |
| 第26話 | Resign            | 棄子               | 千明孝一          | 本谷利明 若林漢二 千明孝一 | 若林漢二          | 堀内修                                  |

## CD
- 「LAST EXILE O.S.T」Dolce Triade－2003年6月21日發售
- 「LAST EXILE O.S.T. 2」Dolce Triade－2003年9月3日發售
- 片頭曲「Cloud Age Symphony」OKINO,SHUNTARO－2003年5月21日發售

## 關聯項目
- 最後流亡-銀翼的飛夢-

## 外部連結
- 官方網站 （页面存档备份，存于）（日語）
- 最後流亡在動畫新聞網的百科全书中的资料（英文）